# Argyronome ruslana
Argyronome ruslana je motýl z čeledi babočkovití. Žije ve východní Číně, vnějším Mandžusku, Koreji a Japonsku.
Larvy žijí na violkách.

## Poddruhy
Jsou zaznamenány dva poddruhy:
- Argyronome ruslana ruslana
- Argyronome ruslana lysippe